# Tháp Thành

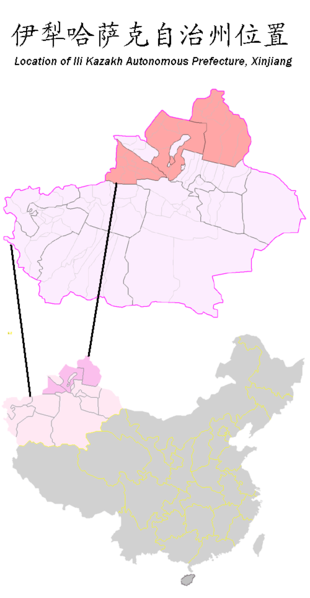
Vị trí của Tháp Thành

Địa khu Tháp Thành (塔城地区) là một địa khu thuộc Khu tự trị dân tộc Duy-ngô-nhĩ, Cộng hòa Nhân dân Trung Hoa. Địa khu này có diện tích 104.546 ki-lô-mét vuông, dân số 924.000 người. Thủ phủ là thành phố cấp huyện Tháp Thành.

## Các đơn vị hành chính
Địa khu này gồm các đơn vị cấp huyện sau:
- Thành phố cấp huyện: Tháp Thành (塔城市), Ô Tô (乌苏市), Sa Loan (沙湾市)
- Huyện: Ngạch Mẫn (额敏县), Dụ Dân (裕民县), Thác Lý (托里县)
- Huyện tự trị Mông Cổ Hoboksar (Hòa Bố Khắc Tái Nhĩ, 和布克赛尔蒙古自治县)